# Association of Venezuelan Phonograph Producers
Die Association of Venezuelan Phonograph Producers (sp. Asociación Venezolana de Intérpretes y Productores de Fonogramas kurz AVINPRO) ist ein Verein mit der Aufgabe, Musikauszeichnungen in Venezuela zu vergeben und die dortige Musikindustrie zu repräsentieren. 

## Verleihungsgrenzen der Tonträgerauszeichnungen
| Auszeichnung | bis 1996 | 1997 bis 2006 | seit 2007 |
| ------------ | -------- | ------------- | --------- |
| Silber       | 25.000   | –             | –         |
| Gold         | 50.000   | 10.000        | 5.000     |
| Platin       | 100.000  | 20.000        | 10.000    |
| 2× Platin    | 200.000  | 40.000        | 20.000    |
| …            |          |               |           |